# Muşeniţa
Muşeniţa é uma comuna romena localizada no distrito de Suceava, na região de Bucovina. A comuna possui uma área de 39.01 km² e sua população era de 2142 habitantes segundo o censo de 2007.